# Campulipus rufipennis
Campulipus rufipennis är en skalbaggsart som beskrevs av Hippolyte Louis Gory och Achille Rémy Percheron 1833. Campulipus rufipennis ingår i släktet Campulipus och familjen Cetoniidae. Inga underarter finns listade.